# Gastropholis echinata
Gastropholis echinata là một loài thằn lằn trong họ Lacertidae. Loài này được Cope mô tả khoa học đầu tiên năm 1862.